# Akron (Iowa)
Akron è una città degli Stati Uniti, situata nella Contea di Plymouth, nello Stato dell'Iowa.

## Geografia fisica
Le coordinate geografiche della città sono 42°49′31″N 96°33′24″W (42.825289 -96.556582). Akron ha una superficie di 3,1 km². Le città limitrofe sono: Alcester, Brunsville, Chatsworth, Craig, Elk Point, Hawarden e Westfield. Akron è situata a 348 m s.l.m.

## Società

### Evoluzione demografica
Al censimento del 2000, Akron contava 1.489 abitanti e 667 famiglie. La densità di popolazione era di 480,32 abitanti per chilometro quadrato. Le unità abitative erano 707, con una media di 228,06 per chilometro quadrato. La composizione razziale contava il 99,13% di bianchi, lo 0,34% di afroamericani lo 0,07% di nativi americani e lo 0,47% di altre razze. Gli ispanici e i latini erano lo 0,27% della popolazione residente.